# ジョーゼフ・オパトシュ

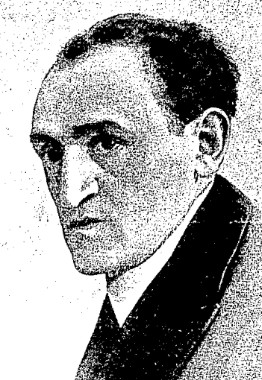
ジョーゼフ・オパトシュ

ジョーゼフ・オパトシュ（Joseph Opatoshu, 本名ユゼフ・メイル・オパトフスキ Józef Meir Opatowski, 1886年1月1日 ワルシャワ県ムワヴァ Mława - 1954年10月7日 ニューヨーク）はポーランド出身のイディッシュ語小説家。ジョゼフ・オパトシュとも。
1907年以後はアメリカに定住。日刊紙「トーグ tog」の編集に従事した。
1912年『馬泥棒』で文名を確立した。
のちにユダヤ教徒の歴史を精査し、1921年には19世紀の「ハシドの堕落」からポーランド独立運動の挫折までを活写した連作『ポーランドの森』を、1926年には『1863年』を発表した。
また、1919年の民話や宗教説話に傾倒する女性の物語『孤独』、16世紀のユダヤ教徒迫害事件を扱った『レーゲンスブルクの一日』（1933年）など多数の小説がある。
グループ「ディ・ユンゲ di yunge」の代表者。